# 永田睦子
永田 睦子（ながた むつこ、1976年9月26日 - ）は、長崎県出身の元女子バスケットボール選手である。コートネームは「ミラ」。ポジションはセンターフォワード。178cm、73kg。リングにぶら下がれるほどの日本人女子としてはかなり高い運動能力を有していた。

## 来歴
純心高校ではこれまで長崎の高校女子バスケのトップに君臨していた鶴鳴（現・長崎女子）の前に立ちはだかり、全国大会出場に貢献した。
卒業後、シャンソン化粧品に入社。シャンソン黄金時代に貢献し、10連覇の後期の主力として活躍した。2005-2006年WリーグではMVPを獲得。2006-2007年シーズンを最後に引退。
全日本のメンバーとしてもアジア大会で金メダルを獲得し、アトランタ・アテネの五輪2大会出場を果たす。アトランタ経験者で最も長く現役を続けた選手である（小磯典子は一度引退し復帰）。
2008年には地元クラブチームに所属し、チャレンジ!おおいた国体に長崎代表として出場した。
NHK、スカイ・A sports+、J SPORTSなどでウインターカップ、Wリーグ、国際試合の解説者も務める。
2019年4月、紀陽銀行の社会人チームである紀陽銀行ハートビーツのヘッドコーチに就任。2021年2月高松宮記念杯第3回全日本社会人バスケットボール地域リーグチャンピオンシップでチームを日本一に導いた。

## 経歴
- 純心高校 - シャンソン化粧品（1995年〜2007年）

## 日本代表歴
- アトランタ五輪
- 1998世界選手権
- バンコクアジア大会
- 2002世界選手権
- アテネ五輪